# WPWSp 1202
WPWSp 1202 (Rak-2) – polski spalinowy wózek widłowy (podnośnikowy) produkcji Fabryki Urządzeń Transportowych w Suchedniowie.

## Przeznaczenie
Pojazd wyposażony w biegi, był przeznaczony do podnoszenia i przewożenia przedmiotów i materiałów o ciężarze do 1200 kg w otwartych i zamkniętych magazynach portowych, kolejowych, zakładach produkcyjnych i w wagonach kolejowych. Mógł holować przyczepy przy pomocy haka pociągowego. Przystosowany był do przewożenia ładunków na paletach.

## Dane techniczne
- nośność – 1200 kg
- długość z widłami – 2875 mm
- długość bez wideł – 1975 mm
- szerokość – 956 mm
- wysokość – 1630 mm
- maksymalna wysokość podnoszenia – 2133 mm
- swobodna wysokość skoku wideł – 1059 mm
- prześwit – 110 mm
- najmniejszy promień skrętu – 2000 mm
- prędkość jazdy na I biegu – 10,1 km/h
- prędkość jazdy na II biegu – 14,7 km/h
- prędkość podnoszenia ładunku – 0,17 m/s (opuszczania z ładunkiem – 0,47 m/s, bez ładunku – 0,15 m/s)
- ciężar własny – 2480 kg
- ogumienie – pneumatyczne (9 atm)

### Silnik
Silnik czterosuwowy S-312B z dwoma cylindrami.
- średnica cylindra – 102 mm
- skok tłoka – 120 mm
- pojemność skokowa – 1,96 l
- moc – 28 KM